# Pontboset
Pontboset é uma comuna italiana da região do Vale de Aosta com cerca de 201 habitantes. Estende-se por uma área de 33 km², tendo uma densidade populacional de 6 hab/km². Faz fronteira com Arnad, Champorcher, Donnas, Hône, Issogne, Traversella (TO), Vico Canavese (TO).

## Demografia
| Variação demográfica do município entre 1861 e 2011                               |
|                                                                                   |
| Fonte: Istituto Nazionale di Statistica (ISTAT) - Elaboração gráfica da Wikipedia |